# Alexandre Comisetti
Alexandre Comisetti (Saint-Loup, 21 juli 1973) is een voormalig betaald voetballer uit Zwitserland die bij voorkeur als middenvelder speelde. Hij beëindigde zijn loopbaan in het seizoen 2007-2008 bij FC Echallens, en ging daarna aan de slag als voetbalcoach.

## Interlandcarrière
Onder leiding van de Portugese bondscoach Artur Jorge maakte Comisetti zijn debuut voor het Zwitsers voetbalelftal in de vriendschappelijke wedstrijd tegen Luxemburg (1-1) op 13 maart 1996. Hij viel in dat duel na 61 minuten in voor aanvaller Stéphane Chapuisat. Comisetti speelde in totaal dertig interlands (vier doelpunten) voor de nationale ploeg in de periode 1996-2001, en nam met zijn vaderland deel aan het EK voetbal 1996 in Engeland.